# دیدیه بوبه
دیدیه بوبه (فرانسوی: Didier Boubé‎؛ زادهٔ ۱۳ فوریهٔ ۱۹۵۷) ورزشکار پنج‌گانه مدرن اهل فرانسه بود.
وی در مسابقات کشوری و بین‌المللی در مجموع برندهٔ ۱ مدال برنز شده‌است.